# Boerestaat Party
Le Boerestaat Party (parti de l'état boer en Afrikaans) est un mouvement politique sud-africain d'extrême droite fondé en 1986 par Robert van Tonder. Il fut le premier parti politique sud-africain à réclamer la restauration d'un état boer en Afrique du Sud, en l'occurrence les républiques boers du Transvaal et de l'état libre d'Orange, dissoutes en 1902 et incorporées dans l'Union d'Afrique du Sud en 1910.
Le BP ne présenta jamais de candidats à une quelconque élection et ne chercha jamais à exercer un quelconque pouvoir ce qui peut lui retirer le caractère de parti politique au terme de la définition retenue par la science politique. Néanmoins, il intervint dans la vie politique sud-africaine en ralliant, en 1989, le Herstigte Nasionale Party de Jaap Marais qu'il considéra comme son expression politique.
Le BP fut aussi membre du front du peuple Afrikaner (Afrikaner Volksfront), un groupe coalisant les mouvements politiques afrikaners de l'extrême droite et de la droite conservatrice sud-africaine lors de la transition politique en Afrique du Sud après l'abrogation des dernières lois d'apartheid en 1991. Le BP posséda son propre groupe paramilitaire appelé Boere Weerstandsbeweging (Armée de la résistance Boer).
Le projet politique du BP était la restauration des républiques boers du XIXe siècle. Il considérait même que les Boers de ces républiques avaient leurs caractéristiques propres et ne se fondaient pas dans la nation Afrikaner mais constituaient une nation à part rejetant ainsi le projet politique de l'Afrikaner Bond.
Après la mort de Robert van Tonder en 1999, Coen Vermaak devint le nouveau chef du BP.
Si celui-ci n'appelle pas à la restauration du droit de vote pour les seuls blancs, il rejette fermement le principe du suffrage universel. Coen Vermaak estime ainsi qu'il est ridicule qu'un médecin et un vagabond aient le même droit de se prononcer sur la façon de diriger un pays et que le vote de certains doit compter davantage que d'autres. Il est par ailleurs convaincu que « le sida et l'avortement sont les outils d'un complot pour décimer la race blanche » et« qu'aucun Boer n'a jamais eu le sida » .